# Archeologisch museum van Istanbul
Het Archeologisch museum van Istanbul (Turks: İstanbul Arkeoloji Müzeleri) is een archeologisch museum, gesitueerd in het district Eminönü van de Turkse stad Istanbul, nabij het Gülhanepark en het Topkapıpaleis/-museum. Vanuit de eerste tuin van het Topkapıpaleis is het het Archeologisch Museum lopend te bereiken. Dit is gehuisvest in een 19e-eeuwse galerij, waar in 1991 een nieuwe vleugel van vier verdiepingen aan is toegevoegd. Het Archeologisch Museum is sinds 1891 niet alleen het eerste museum van Turkije, maar het is ook een van de grootste musea van de wereld. Het museum bestaat uit twee gebouwen. Het museum heeft een collectie van meer dan een miljoen objecten, hoogtepunt hiervan is de sarcofaag van Alexander de Grote.
Het Archeologisch Museum (Arkeoloji Müzesi) bestaat uit drie musea:
- het Archeologisch Museum met zijn archeologische vondsten
- het Museum van het Oude Midden-Oosten (Eski Sark Eserleri Müzesi)
- het Tegelpaviljoen (Çinili Köskü) met prachtige vloeren

In het Museum van het Oude Midden-Oosten of het Museum van de Oriënt zijn de oudste voorwerpen tentoongesteld. Het museum toont voorwerpen van Sumerische, Babylonische, Assyrische en Hettitische origine. Interessant is de grote verzameling antieke kleitabletten met spijkerschrift, waaronder een met een deel van de oudst bekende wettenverzameling ter wereld, van koning Ur-Nammu en een met het oudste grens- en vredesverdrag ter wereld. Het verdrag dat Farao Ramses II van Egypte in 1269 voor Chr. gesloten heeft met de koning van de Hettieten, het zogeheten vredesverdrag van Kadesh. Het is het oudst bewaard gebleven voorbeeld van een internationaal vredesverdrag. Het verdrag werd gesloten tegen de gemeenschappelijke vijand van de zeevolken, die in die tijd een groot gevaar betekenden zowel voor Egypte als voor de Hettieten.
De archeologische afdeling is gewijd aan Griekse en Romeinse tijden, met vele beelden die zijn gevonden bij opgravingen in Anatolië. In het oude hoofdgebouw zijn de marmeren sarcofagen afkomstig uit een necropolis in Sidon, het huidige Libanon het belangrijkst. De sarcofaag van Alexander de Grote is rijkelijk bewerkt. Op de bewerkte marmeren tombe, die waarschijnlijk gemaakt werd voor Koning Abdalonymos van Sidon, staat een afbeelding van Alexander de Grote die de Perzen verslaat.
De nieuwe vleugel laat op de begane grond klassieke en Byzantijnse beeldhouwkunst uit Anatolië zien, op de eerste verdieping de geschiedenis van Istanbul door de eeuwen heen, op de tweede verdieping vondsten uit Troje en Gordion, en op de vierde verdieping vondsten uit Cyprus, Syrië en Palestina. Het laat de geschiedenis van het Oost-Romeinse Rijk, het Midden-Oosten en van Istanbul zien. Naast de vele Griekse en Romeinse beelden is er in het museum een grote collectie van nog oudere beschavingen te zien, zoals van de Egyptenaren en van de Hettieten.
Het Tegelpaviljoen werd in de 15e eeuw gebouwd door sultan Mehmet de Veroveraar. Gebouwd als een kiosk of paviljoen door Mehmet de Veroveraar, huisvest het Çinili Kösk het Museum van de Turkse Ceramiek, waar lznik-objecten uit de 16e eeuw te bezichtigen zijn, alsmede fraaie voorbeelden van Seltsjoeks en Osmaans aardewerk en tegels. Het is gedecoreerd met ontelbare tegeltjes in turkoois en donkerblauw. Vanaf de zuilengang aan de voorkant keek de sultan naar zijn zonen als die een spelletje cirit (een soort polo) speelden tegen de bedienden. Behalve de tegeltjes van het gebouw zelf, is er ook Turkse keramiek te zien in het museum dat erin gehuisvest is.
Het is een van de grootste archeologische musea ter wereld. Het museum is geopend op alle dagen behalve maandag.

## Enkele belangrijke stukken
- De sarcofaag van Alexander de Grote
- Stukken van de ketting van Constantinopel
- Kleitabletten met de wettenverzameling van koning Ur-Nammu en met het eerste grensverdrag van Kadesh
- Inscriptie van zogenaamde inscriptie van Siloam uit de tunnel die koning Hizkia liet graven in Jeruzalem